# Dronne
Dronne (okcitansko Drona) je 201 km dolga reka v jugozahodni Franciji, desni pritok Isle. Izvira v severozahodnem delu Centralnega masiva, vzhodno od Châlusa (Haute-Vienne), od koder teče pretežno v jugozahodni smeri, dokler se pri Coutrasu ne izliva v Isle.

## Geografija
Dronne izvira na nadmorski višini 480 metrov v regionalnem naravnem parku Périgord Limousin v mestu Bussière-Galant1 južno od Les Cars, departma Haute-Vienne, regija Nova Akvitanija, blizu kraja, imenovanega Les Borderies, tri kilometrov južno od mesta Les Cars, v osrčju masiva Cars-Châlus.
Dolga več kot deset kilometrov služi kot meja z Haute-Vienne pred vstopom v departma Dordogne na stičišču občin Dournazac, Firbeix in Mialet. Prečka občine Champs-Romain, Saint-Pardoux-la-Rivière, meji na Saint-Front-la-Rivière, Quinsac in Champagnac-de-Belair, preden priteče v Brantôme, kjer obliva središče mesta na otoku s premerom približno 300 metrov, kar je izvor vzdevka Benetke Périgord, ki se pripisuje temu kraju.
Nato zaobide Valeuil, prečka Bourdeilles, meji na Lisle, Tocane-Saint-Apre in Ribérac. Od Petit-Bersaca do Saint-Antoine-Cumonda nato služi kot meja departmajev na sedmih kilometrih. Vstopi v Charente in prečka Aubeterre-sur-Dronne, eno najlepših vasi v Franciji, sledi Bonnes.
Od Saint-Aulaye do Les Églisottes, njena pot spet služi trideset kilometrov kot departmajska meja, zaporedoma meji na desni breg občin Charente in nato na Charente-Maritime (Saint-Aigulin), levi breg pa sestavlja svoja mesta v Dordogne: Chenaud, Parcoul in La Roche-Chalais.
Iz Églisottesa se pot nadaljuje v Gironde. Prečka Coutras in se kilometer in pol naprej proti jugozahodu izliva v Isle na desnem bregu, na nadmorski višini 7 metrov.
Njena dolžina je 200,6 km.

### Porečje
- levi pritoki:
  - Côle
  - Donzelle
  - Peychay
  - Rizonne
  - Chalaure
- desni pritoki:
  - Boulou
  - Euche
  - Lizonne
  - Auzonne
  - Tude
  - Mame
  - Goulor

### Departmaji in kraji
Reka Dronne teče skozi naslednje departmaje in kraje:
- Haute-Vienne
- Dordogne: Saint-Pardoux-la-Rivière, Champagnac-de-Belair, Brantôme, Montagrier, Ribérac,
- Charente: Aubeterre-sur-Dronne,
- Dordogne: Saint-Aulaye,
- Charente-Maritime
- Gironde: Coutras.

## Natura 2000
Tri območja omrežja Natura 2000 zadevajo dolino Dronne.
Od izvira do mesta Saint-Pardoux-la-Rivière, Dronne in njeni bregovi predstavljajo okolje, sestavljeno iz resave, mokrotnih travnikov, polj in gozdov.
To območje predstavlja najimenitnejše mesto v Franciji za školjko bisernico (Margaritifera margaritifera), ki se tam razmnožuje. Januarja 2017 je bila v Firbeixu slovesno odprta ribogojnica za razmnoževanje in ponovno naselitev školjk bisernic v porečju Haute Dronne. V okviru evropskega programa LIFE so od leta 2014 do 2020 v reko izpustili več kot 300.000 mladih školjk. Tam najdemo tudi druge ogrožene evropske vrste: dvoživka hribski urh (Bombina variegata), kačji pastir brzični škratec (Coenagrion mercuriale), metulj travniški postavnež (Euphydryas aurinia), rak primorski koščak (Austropotamobius pallipes), več sesalcev, vključno z vidro (Lutra lutra) in tremi vrstami netopirjev ter dvema vrstama rib, kapelj (Cottus gobio) in Zahodni potočni piškur (Lampetra planeri).
Približno 110 kilometrov, od juga Brantôma do izliva, Dronne teče skozi okolje, ki ga večinoma sestavljajo vlažni travniki in obdelana zemljišča in bocage.
Je pomembno mesto za razmnoževanje morskega piškurja (Petromyzon marinus). Obstaja še pet drugih ogroženih vrst rib, pa tudi rak primorski koščak in kuna evropski mink (Mustela lutreola).
Pobočja na desnem bregu Dronne, ki so predvsem v občinah Bourdeilles, Grand-Brassac in Montagrier, so sestavljena iz step in barij, tvorijo plodna tla za številne kukavičevke in brin (Juniperus communis).
Obstaja tudi sedem drugih območij, ki se v veliki meri prekrivajo z zgoraj omenjenimi zavarovanimi območji, vključno z:
- 25 km dolg in 541 ha velik odsek reke med Mialetom in Saint-Pardoux-la-Rivière. V gozdnatih soteskah se glede na lego izmenjujeta sredozemska in atlantska flora.
- 4 km dolg rečni odsek pri Saint-Front-la-Rivière. Vlažna travniška flora in zelo zanimiva flora prilagojena okoliškim apnenčastim stenam.
- Med Brantôme in Lisle. Dronne vijuga skozi gozdne površine in mokrotne travnike v dolžini 18 kilometrov. Njen tok je obdan z apnenčastimi stenami, katerih južne strani imajo sredozemsko floro, severne strani pa gorsko floro.

- Samostan Saint-Pierre v Brantôme
- Most pti Bourdeillesu z gradom
- Mlin Moulin du Pont pri Montagrieru
- Dronne pri Coutrasu
- Dronne pri Aubeterre-sur-Dronne